# أبو بكر الصديق (قرية)
قرية أبو بكر الصديق هي إحدى القرى التابعة لمركز بدر في محافظة البحيرة في جمهورية مصر العربية. حسب إحصاءات سنة 2006، بلغ إجمالي السكان في أبو بكر الصديق 1978 نسمة، منهم 1069 رجل و909 امرأة.